# Фенилэтинилзолото(I)
Фенилэтинилзолото(I) — металлоорганическое соединение
золота с формулой AuC≡C-C6H5,
лимонно-жёлтые кристаллы,
разлагается на свету.

## Получение
- Реакция растворов иодида золота и фенилэтинилкалий в жидком аммиаке:

{\displaystyle {\mathsf {AuI+KC{\equiv }C{-}C_{6}H_{5}\ {\xrightarrow {}}\ AuC{\equiv }C{-}C_{6}H_{5}\downarrow +KI}}}

## Физические свойства
Фенилэтинилзолото(I) образует лимонно-жёлтые кристаллы, которые быстро разлагаются на свету и чернеют.
Растворяется в полярных органических растворителях: пиридин, диметилформамид, диметилсульфоксид.